# 遗传距离

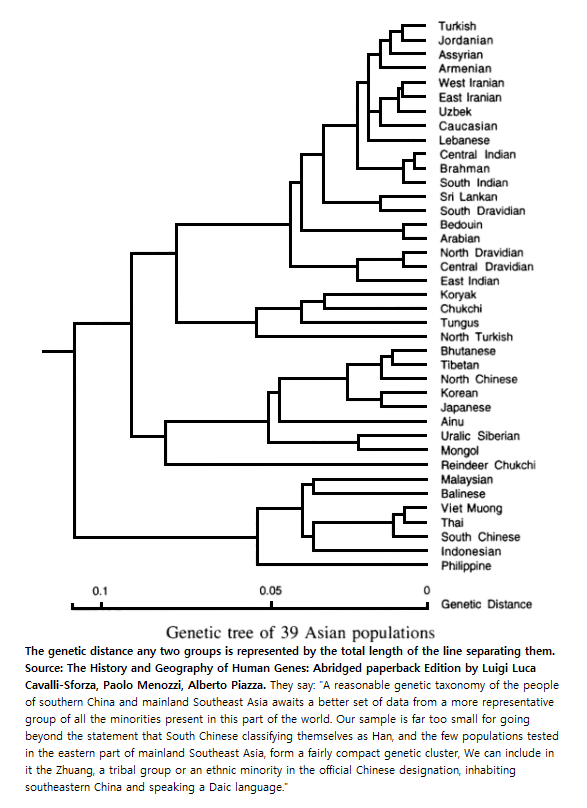
39个亚洲人之间的遗传距离图

遗传距离（Genetic distance）是用来衡量物种之间或同一物种的群体之间的遗传分化的指标。对某一基因来说，两个群体有类似的等位基因，且频率相似，彼此的遗传距离较小，说明他们的共同起源比较近。

## 常用遗传距离

### 根井标准距离
1972年，日裔美国群体遗传学家根井正利（Masatoshi Nei）提出了一种遗传距离的计算方法，后来被称为“根井标准距离”（英語：Nei's standard genetic distance）。这种方法假设遗传差异是突变和漂变两个因素造成的，适用于每年或每个世代的遗传变化速率稳定的情况。在这种情况下，群体间的根井标准距离（D）与彼此分化的时间成正比，公式如下：
{\displaystyle {\begin{aligned}D=-\ln {\frac {\sum \limits _{l}\sum \limits _{u}X_{u}Y_{u}}{\sqrt {(\sum \limits _{l}\sum \limits _{u}X_{u}^{2})(\sum \limits _{l}\sum \limits _{u}Y_{u}^{2})}}}\end{aligned}}}

### 雷诺兹遗传距离
In 1983年，约翰·雷诺兹（John Reynolds）、B·S·维尔（B.S. Weir）和考克汉姆（C. Clark Cockerham）提出了一种后来得名“雷诺兹遗传距离”（Distance de Reynolds）的方法，假设群体的遗传分化中没有突变的作用，而完全是漂变导致的情况下，共祖参数（Coancestry coefficient） {\displaystyle \Theta }可以用于遗传距离的量度，计算为：
{\displaystyle {\begin{aligned}\Theta _{w}={\sqrt {\frac {\sum \limits _{l}\sum \limits _{u}(X_{u}-Y_{u})^{2}}{2\sum \limits _{l}(1-\sum \limits _{u}X_{u}Y_{u})}}}\end{aligned}}}